# The Air Circus
The Air Circus és una pel·lícula dramàtica estatunidenca de 1928 dirigida per Howard Hawks i protagonitzada per Arthur Lake, Sue Carol, David Rollins i Louise Dresser. És la primera de les pel·lícules d'aviació de Hawks. La pel·lícula destaca com la primera pel·lícula orientada a l'aviació amb diàlegs.

## Trama
Dos homes joves, "Speed" Doolittle (Arthur Lake) i Buddy Blake (David Rollins) marxen a l'oest per convertir-se en pilots. La parella es troba amb una aviadora consumada (Sue Carol) a l'escola de vol d'un aeroport local.
Un cop a l'escola, els nois es proposen aprendre a volar. En el seu primer vol en solitari, però, en Buddy té un sobtat atac de por i gairebé es mata a si mateix i al seu instructor. Buddy es desespera per convertir-se en aviador, i la seva mare (Louise Dresser) ve a consolar-lo.
La Sue i Speed enlairen en un avió amb el tren d'aterratge defectuós, i en Buddy, superant la seva por, vola en la seva ajuda. Impedeix que Speed aterri fins que ell i la Sue hagin arreglat la peça defectuosa.

## Repartiment
- Arthur Lake com "Speed" Doolittle
- Sue Carol com a Sue Manning
- David Rollins com a Buddy Blake
- Louise Dresser com a Sra. Blake
- Heinie Conklin com a Jerry McSwiggin
- Charles Delaney com a Charles Manning
- Earl Robinson com a tinent. Blake
- Virginia Cherrill com a Extra (sense acreditar)

## Producció
The Air Circus és la setena pel·lícula de Hawks, i la primera amb diàleg sonor. La pel·lícula es va acabar completament com un silenci quan l'estudi va encarregar el diàleg al guionista F. Hugh Herbert i va assignar Lewis Seiler per inserir 15 minuts de metratge parlant, que Hawks considerava "atrevit".
La fotografia principal va tenir lloc d'abril a juny de 1928 a Clover Field, Santa Monica, Califòrnia. El pilot acrobàtic Dick Grace va fer la major part del vol amb biplans Travel Air i Swallow.

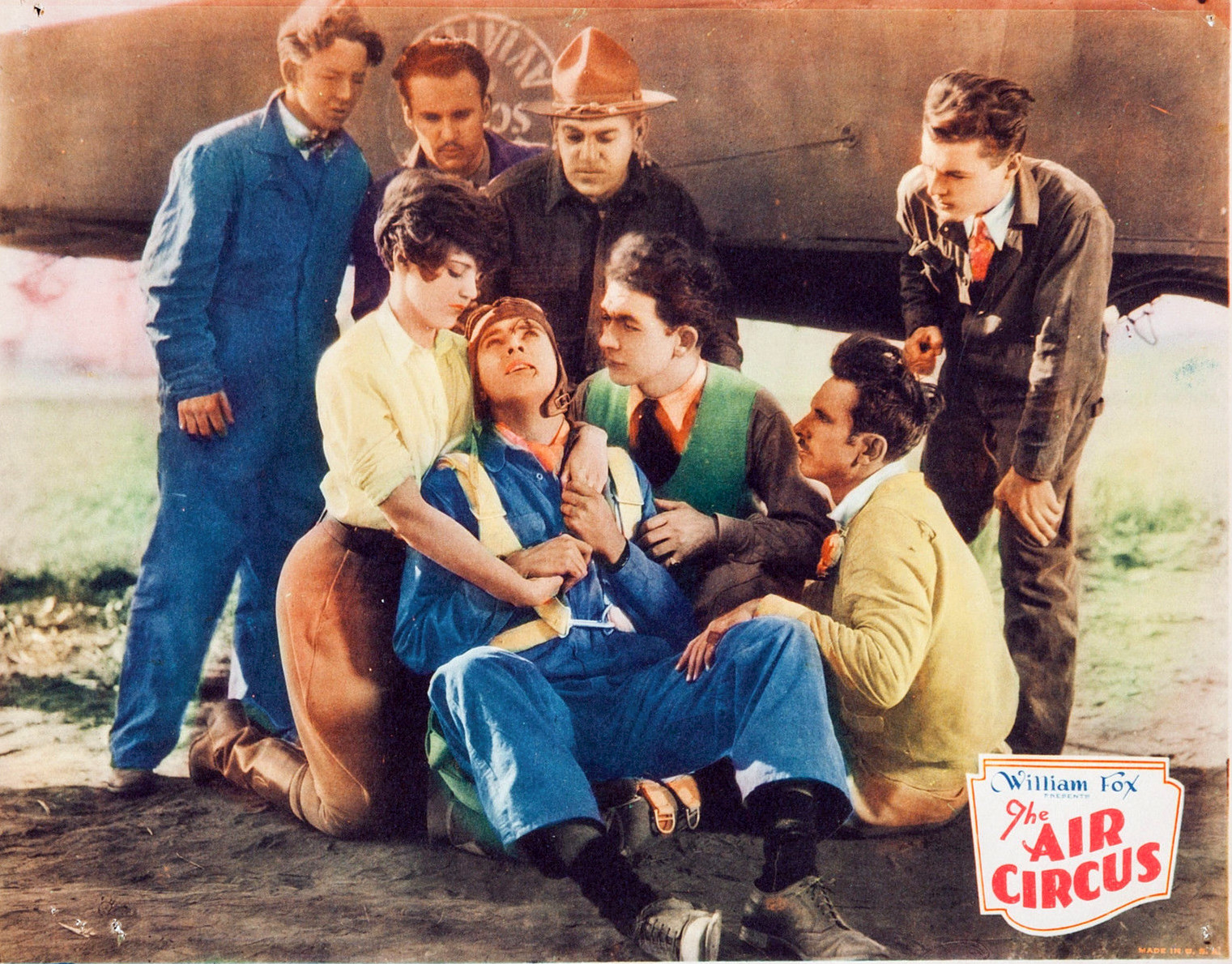
Tarjeta publicitària

## Recepció
The Air Circus va rebre ressenyes generalment positives de la crítica. Mordaunt Hall de The New York Times la va anomenar "una pel·lícula alegre, saludable i refrescant humana", elogiant l'actuació de David Rollins com a "meravellosament natural".
El Film Daily va dir que la pel·lícula va tenir una bona interpretació amb "un repartiment juvenil exaltat des de tots els angles" i un "final emocionant." Oliver Claxton de The New Yorker va escriure que la seqüència de conversa era "l'escena més desafortunada", però que la resta de la pel·lícula "hauria de divertir-te d'una manera tranquil·la." Variety va ser més modest en els seus elogis, i va escriure: "Una direcció experta ha aconseguit fer un número lleuger bastant interessant d'un guió que no té més que fons i una trama que no existeix."

## Estat de conservació
Diverses fonts la classifiquen com a perduda. Tanmateix, Hal Erickson afirma que la versió silenciosa "va ser rescatada de l'oblit a principis de la dècada de 1970".